# 腺様嚢胞癌

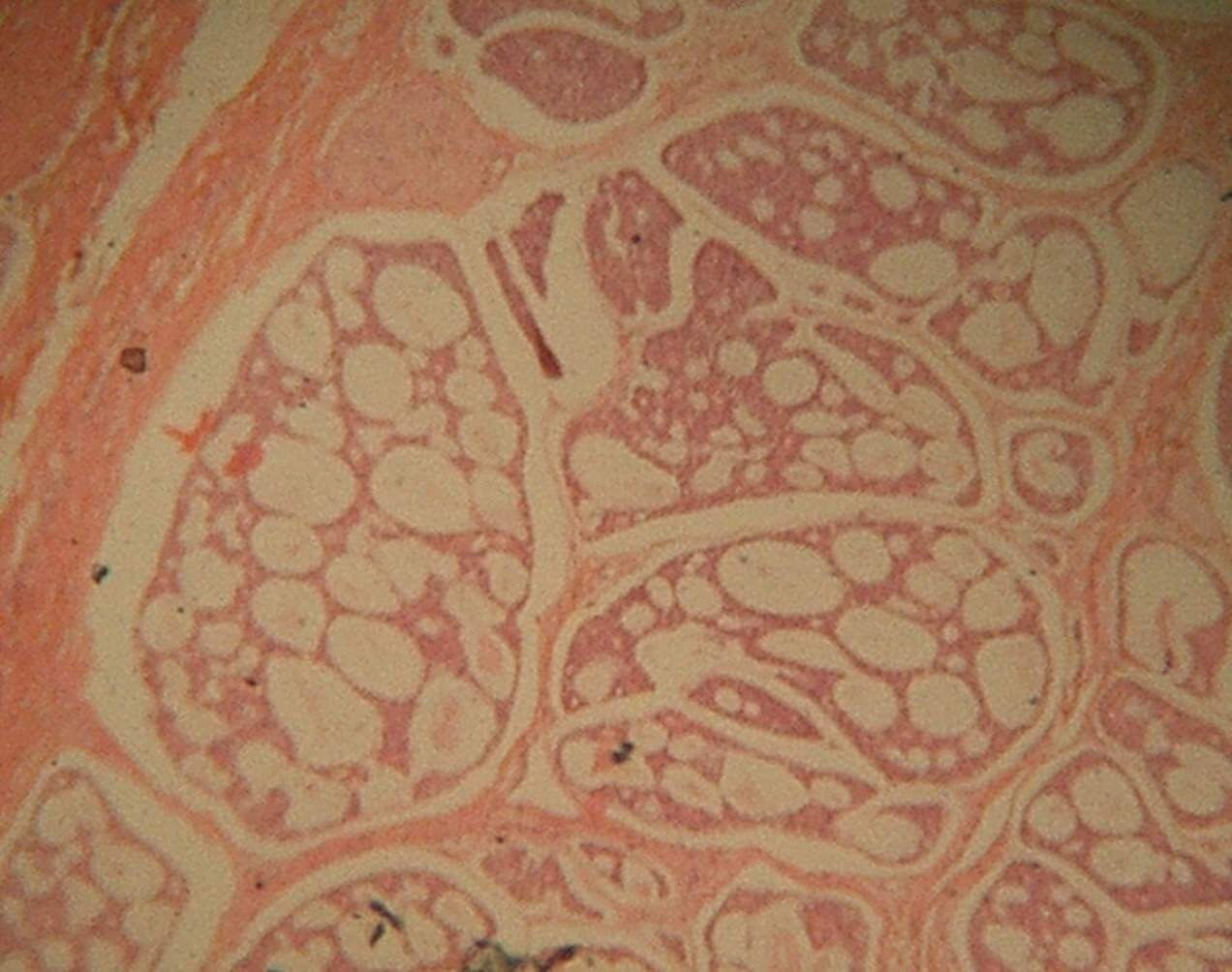
顎下腺に生じたものの組織像

腺様嚢胞癌（せんようのうほうがん、adenoid cystic carcinoma、ACC）とは、悪性腫瘍の一つ。
涙腺・唾液腺・乳腺など、筋上皮細胞という構造をもち分泌物を能動的に搾り出す機能のある外分泌腺より生ずる。なお、きわめてまれには子宮など正常なら筋上皮細胞を持たないはずの器官に生ずることがあり、化生した細胞あるいは多能性の上皮性幹細胞由来と考えられている。
唾液腺腫瘍では、頻度が高く、細胞異型は高くないが浸潤傾向が強く転移率高い。再発を繰り返し、最終的には予後不良となる場合もある。篩状構造が特徴的であるが、その他に充実性あるいは腺管構造が優位な例も多く見られる。
神経症状が出ることが多く、顔面神経麻痺を伴うこともある。肺、骨、皮膚への血行性転移も報告されている。
50歳前後の女性に好発する。
再発率高く増殖は比較的遅いが、予後は不良で特に顎下腺、舌下腺では不良である。神経周囲への浸潤もあることから切除に際しては十分な安全域確保が必要である。
組織学的には、導管上皮様細胞と腫瘍性筋上皮細胞が大小の充実性胞巣を形成して増殖・浸潤している。胞巣内に大小の腔がみられる篩状の胞巣（スイスチーズ様とも表現される）も特徴的な像として観察される。これらには導管上皮様細胞で裏装された真の腺腔と腫瘍性筋上皮細胞の基底面で囲まれた偽嚢胞が区別される。また、神経線維束を囲むように浸潤する像も見られる。篩状構造を有する唾液腺腫瘍は多く、篩状構造が一部に見られるからといって安易に診断すべきではないことが注意される。

## 画像

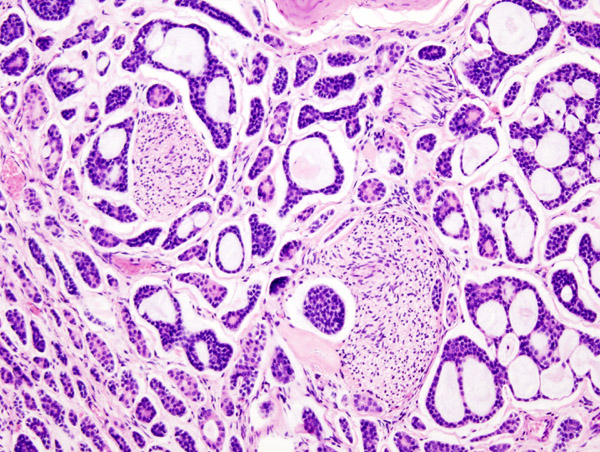
唾液腺に生じた腺様嚢胞癌の病理組織像。 HE染色
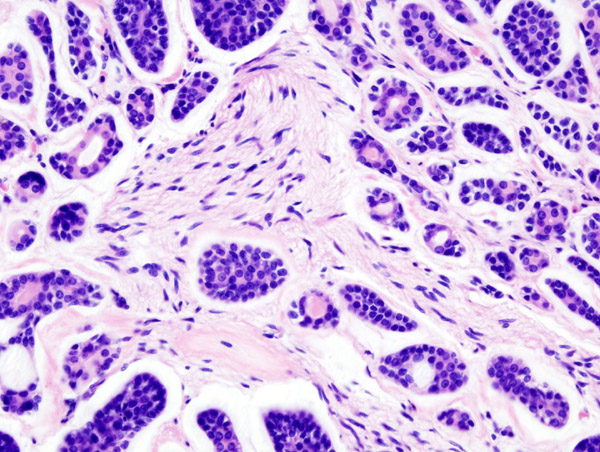
唾液腺に生じた腺様嚢胞癌の病理組織像。 HE染色。
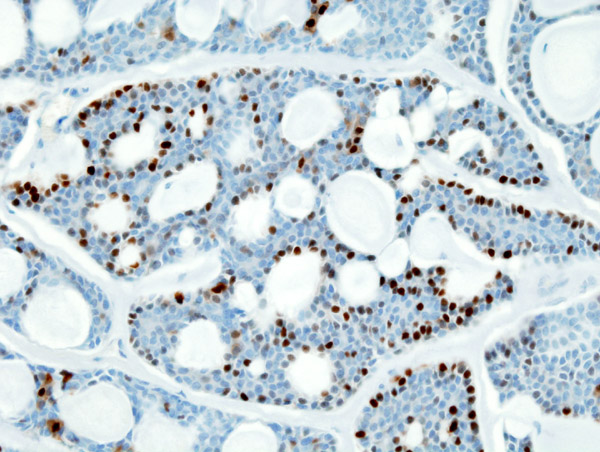
唾液腺に生じた腺様嚢胞癌の病理組織像。 S-100タンパク質による免疫染色。